# 카야마 미사
카야마 미사(일본어: 嘉山 未紗 かやま みさ[*], 1992년 1월 24일 ~ )는 일본의 성우. 가나가와현 출신.

## 소속사
- 2014년 ~ 2017년 : 프로 피트
- 2017년 ~ 2018년 : 프리랜서
- 2019년 ~ : 아소비 시스템

## 주요 출연작

### 애니메이션
- 2014년
  - 늑대소녀와 흑왕자 - 어린이
  - 블랙 불릿 - 소년
  - 단칸방의 침략자!? - 놀이공원 스탭
  - 유우키 유우나는 용사다 - 여학생B

- 2015년
  - 아이돌 마스터 신데렐라 걸즈 - 와키야마 타마미
  - 성검사의 금주영창 - 하이무라 모로하의 <어린시절>
  - 트리아지 X - 무라사키 카오리、마사지사
  - 하이큐!! - 타카、미야노시타 에리
  - 란포 기담 Game of Laplace - 여학생

- 2016년
  - 오소마츠 상 - 여성
  - 경녀!!!!!!!! - 오오시마 유코
  - 테큐 - 옆반학생, 옥수수녀
  - 매직 큥! 르네상스 - 여학생

- 2017년
  - 천사의 3P! - 여자A、여학생B、여고생A
  - 아이카츠 스타즈! - 손님
  - 신데렐라 걸즈 극장- 와키야마 타마미
  - 애니메 가타리즈 - 여학생

- 2019년
  - 8월의 신데렐라나인 - 센바 아야코

### 게임
- 2014년
  - 토이스드라이브 - 텐시 루루카、타니가와 미도리
  - 히어로스 플레이스먼트 - 시그너스 쿠레이、노토 코이시、우누모 토토

- 2015년
  - 아이돌 마스터 신데렐라 걸즈 - 와키야마 타마미
  - 아이돌 마스터 신데렐라 걸즈 스타라이트 스테이지 - 와키야마 타마미
  - 가전소녀 - 쥴리、나기사
  - 사우전드 메모리즈 - 쌍뢰의 홍창녀 라이누、밤사냥의 수호사수 에밀

- 2016년
  - WAR OF BRAINS - 야수공주 세츠나
  - 시노비 나이트메어 - 치요메
  - Figure Heads - 크레이오
  - 사우전드 메모리즈 - 삼우창의 자줏빛 악마 라이누

- 2017년
  - 타워 오브 프린세스 - 아슈라
  - 8월의 신데렐라나인 - 센바 아야코
  - 사우전드 메모리즈 - 소쇄한 다도부 부장 라이누

- 2018년
  - 환상계약크립트랙트 - 이카루스
  - 소녀와 드래곤-환상계약크립트랙트 - 이카루스

### 드라마CD
- 2013년
  - 월간 순정 노자키군 - 여학생、게임 음성

### 외화 더빙
- 2015년
  - Hand of God - 프리다

### 라이브 이벤트
- 2017년
  - THE IDOLM@STER CINDERELLA GIRLS 5thLIVE TOUR Serendipity Parade!!! 시즈오카 공연 (6월24・25일、Ecopa Arena)
  - THE IDOLM@STER CINDERELLA GIRLS 5thLIVE TOUR Serendipity Parade!!! SSA 공연 (8월12일、SSA)

### 음반참여
- 2015년
  - THE IDOLM@STER CINDERELLA GIRLS サガン鳥栖 サポートソング 青空エール - 青空エール

- 2017년
  - THE IDOLM@STER CINDERELLA GIRLS STARLIGHT MASTER 10 Jet to the Future - Flip Flop
  - THE IDOLM@STER CINDERELLA GIRLS MASTER SEASONS WINTER! - Frost

- 2018년
  - THE IDOLM@STER CINDERELLA GIRLS STARLIGHT MASTER 15 桜の頃 - 桜の頃
  - フィギュアヘッズ オリジナル・サウンドトラック(Figure Heads OST) - アライヴ〜ワン・チャンあるじゃナイト〜

### 그 외
- 2017년
  - 애니메이션『신데렐라 걸즈 극장 2nd SEASON』DVD/BD 1권 특전CD「막이래 코멘터리」

- 2018년
  - 나카시마 유키 팬 이벤트 vol.1(4월 30일, YMCA아시아청소년센터(도쿄부)) 게스트 출연
  - CINDERELLA REAL PARTY 05〜この時をまっていた！うきうきようきなうんどうかい〜(10월 20일, 이치카와시 문화회관(치바현))